# Franck Sylvain

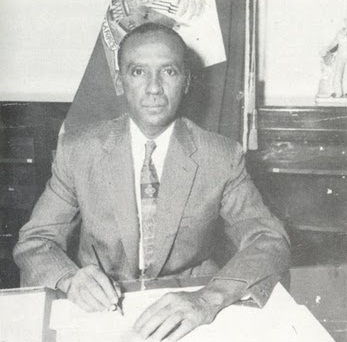
Franck Sylvain (1957)

Franck Sylvain, född 3 augusti 1909 i Grand-Goave (Departement Ouest), död 3 januari 1987 i Port-au-Prince, var provisorisk president på Haiti 7 februari-1 april 1957 samt 20 maj-25 maj 1957.